# Kamen Rider Fourze
Камен Райден Форзе (яп. 仮面ライダーフォーゼ Kamen Raidā Fōze), рус. Наездник в Маске Форзе) — двадцать второй сезон японского сериала «Kamen Rider», компании Toei. Он начал выходить в эфир 4 сентября 2011 года, через неделю после закрытия Kamen Rider OOO, присоединившись к Kaizoku Sentai Gokaiger, а затем Tokumei Sentai Go-Busters в составе Super Hero Time.
Посвящён сорокалетию начала работы над сериалом, а также пятидесятилетию первого полёта в космос, совершённого 12 апреля 1961 года советским космонавтом Юрием Гагариным на борту космического корабля «Восток-1» и ознаменовавшего начало эпохи освоения космоса.
Коронная фраза шоу - «Включи молодежь, потому что мы отправляемся в космос» (яп. 青春スイッチオンで宇宙キター！ Seishun suitchi on de uchū kitā!),, отсылка к поясу трансформации, который получает свои различные возможности от устройств, называемых астропереключателями, для прикрепления к конечностям героям. Как и в двух предыдущих сериях, главный герой дебютировал в ежегодном летнем фильме прямого предшественника шоу, появившись в Kamen Rider OOO Wonderful: The Shogun and the 21 Core Medals. Главный герой впервые представлен таршеклассником, а темами являются ракеты и космос.

## Сюжет
Начальная сцена показывает двух космонавтов, сбегающих с горящей базы на Луне. Один из них несёт чемодан, который у него вскоре пытается отобрать и отбирает напарник. Предатель кидает первого к базе и улетает оттуда, герой остаётся ни с чем. Перед смертью он называет имя своего сына.
Дальше действие переносится на 17 лет вперёд, в наши дни. В старшую школу Аманогава приезжает новый ученик — чудаковатый Гэнтаро Кисараги. Он добрый и храбрый, но несколько понтовый и одет в стиле «плохого парня». Он мечтает подружиться со всеми в этой школе, но пока безуспешно. Его первыми друзьями становятся девочка Юки Дзёдзима, с которой он подружился ещё в детстве, и таинственный Кэнго Утахоси, который изначально не хотел дружиться с Гэнтаро. Кэнго был сыном того погибшего космонавта из начальной сцены (его имя космонавт и называл). Немногим раньше неизвестный прислал ему Тумблер Врат. Тогда Кэнго чуть не попался учителям (он прятался, чтобы никто не увидел, что ему прислали), бросил тумблер в шкафчик, и в этом шкафчике открылся проход на базу (которая взорвалась, но одно здание осталось).
На базе, которую назвали «Кроличий Шлюз» находились Астро Тумблеры — особые тумблеры, содержащие в себе силу всего космоса. Если их подключить к поясу — Форзе Драйверу, можно превратиться в нового Камэн Райдера Форзе. Его сила нужна для борьбы с космическими монстрами Зодиартами, в которых превращаются люди с помощью Тёмных Тумблеров. Главой Зодиартов является директор школы Гому, где учатся Гэнтаро и Кэнго. Кэнго передал пояс Гэнтаро, хотя периодически продолжал выходить на поле боя в специально экзоскелете Пауэрдайзере, в который трансформируется байк Форзе.

## Основные персонажи

Камен Райдер Форзе. Базовый режим

- Гэнтаро Кисараги/Камэн Райдер Форзе (Сота Фукуси)

Главный герой сезона. Он отличается добротой, оптимизмом, трудолюбием и весьма странным нарядом (в частности, короткая куртка и аракезоподобная чёлка). Когда Кэнго дал ему Форзе Драйвер, Гэнтаро организовал «Камэн Райдер Клуб», в который включил самых выделяющихся учеников школы.
Чтобы превратиться в Райдера, Гэнтаро должен надеть пояс, нажать четыре красных тумблера снизу, сказать «Хэншин!» (в переводе с японского — Превращение) и нажать ручку справа. Его костюм стилизован под космический шаттл, лицевая часть шлема имеет глаза и усики насекомого. Основная форма Гэнтаро называется Базовый Режим, также он может с помощью особых Тумблеров для правой руки принять Электро Форму (вооружена электрическим мечом), Огненную Форму (вооружена огнемётом, который может также работать как огнетушитель) и Магнитную форму (вооружена двумя магнитными пушками, имеет больший шлем, чем в других формах), а в 32 серии он получил самую мощную из них — Космическую Форму голубого цвета, обладающую силой всех его Тумблеров и вооружённую ракетоподобным мечом. Мотоцикл Форза называется «Мазиглер».
- Кэнго Утахоси (Рюки Такаси)

Партнёр Гэнтаро, мрачный и несколько индифферентный компьютерный гений. Он слаб телом, но имеет сильную волю. Он во время каждого дела больше думает об уничтожении Зодиарта, чем о помощи людям, поскольку стремится отомстить за смерть отца. Предпочитает, чтобы Гэнтаро называл его по-фамилии. Долго не считал себя членом «Камэн Райдер Клуба», не признавая его существование, но после очередного инцидента изменил своё мнение.
- Юки Дзёдзима (Фумика Симидзу)

Подруга детства Гэнтаро и первый член его клуба. Мечтает стать астронавтом. Помогала Кэнго из-за того, что вместе с ним нашла лунную базу его отца. Отличается весёлым нравом и весьма фанатичным отношением к деятельности клуба. Стремится улучшить отношения между Кэнго и Гэнтаро, что впрочем, ей удаётся.
- Миу Кадзасиро (Рикако Саката)

Главная школьная чирлидерша. Подружилась с Гэнтаро после нападения на неё Зодиарта Хамелеона, благодаря чему стала намного менее гордой и более благородной. Считает себя президентом клуба (против чего Гэнтаро ничего не имеет), из-за чего первое время конфликтует с Юки и Кэнго. В середине сериала оканчивает школу и возобновляет отношения с Сюном.
- Джейк (Сион Цутия)

Школьный сборщик информации, одетый в клоунском стиле. До встречи с Гентаро не ценил дружбу, считая, что люди только преследуют свои личные цели. Но после инцидента с сокурсником-Зодиартом изменил своё мнение. Прекрасно умеет собирать информацию с помощью своего обаяния и хитрости, из-за чего весьма ценен для команды. Увлекается игрой на электрогитаре.
- Сюн Даймондзи (Джастин Томинори)

Капитан школьной футбольной команды, бойфренд Миу. Всю жизнь жил по инструкциям отца, пока не встретил Гентаро. Осознав, что надо уметь решать самому, он отказался от своего статуса и приза и вступил в клуб. После вступления стал официальным пилотом Пауэрдайзера (и, фактически, вторым Райдером сезона), поскольку его атлетическое тело позволяет ему управлять этим роботом без осложнений. В конце сериала делает Миу предложение.
- Томоко Нодзама (Сихо)

Готесса-первокурсница, не расстающаяся с iPad’ом. Сыграла непрямую роль в организации клуба, первой назвав Форза Камэн Райдером, так как она слышала о существовании этих героев. Одно время состояла в секте таких же готесс, которые стремились стать ведьмами. Когда одна из них стала Зодиартом Вулканом, она решила сжечь школу, и попыталась дать Томоко такой же Тёмный Тумблер. Сама Томоко преследовала цель изменить себя, поскольку считала, что переселение на Луну будет сказочным. Но Гэнтаро помог ей попасть туда и она изменила своё решение, вступив в команду. Томоко умеет ощущать ментальную энергию других живых существ и Астро Тумблеров.

### Остальные персонажи
- Мицуаку Гамо (Председатель Аманогавы) (Синго Цуруми)

Главный злодей сезона, инициатор убийства отца Кенго. Распространяет по школе Тёмные Тумблеры, стремясь собрать армию Зодиартов и завладеть миром.

Камэн Райдер Метеор

- Рюсэй Сакута/Камэн Райдер Метеор (Рё Ёсидзава)

Этот студент впервые появляется в 16-й серии. Когда-то он учился в старшей школе Субарубоси, но его лучший друг Дзиро Исэки по глупости попытался использовать Тёмный Тумблер и в результате впал в кому. Не в силах простить себя за бездействие, Рюсэй надел костюм Райдера и отправился на поиски Зодиарта, который смог бы эволюционировать в Высшего Зодиарта Овна, чтобы забрать его Тумблер и вернуть Дзиро к жизни. В этом ему помог таинственный киборг Татибана, обитающий на космическом корабле и одетый в синий комбинезон. Первоначально Рюсэй скрывался за маской пугливого весельчака и относился к членам клуба как к детям. Однако затем, когда ему всё же удалось спасти Дзиро ценой жизни Гэнтаро, он понял, что все его старания были бессмысленны, так как Дзиро вскоре после пробуждения вновь начал слабеть, словно не желал восстанавливаться. Рюсэй извинился перед командой и принял их по-настоящему как своих друзей, открыв им истинного себя. И, тем не менее, он был обязан держать своё альтер-эго в тайне от посторонних людей и поэтому всегда превращается за углом от места событий.
Его костюм стилизован по звёздное небо, а шлем — под хвост метеора (отсюда и кодовое имя Райдера). Для превращения ему надо вставить в Метеор Драйвер свой Тумблер (без номера), передвинуть вправо рычаг на пряжке и нажать на круглую синюю ручку. За возможность превращения отвечает корабль Татибаны, посылающий в Метеор Драйвер специальный сигнал. Центр пряжки пояса стилизован под диско-шар, внешне также напоминает пряжку Камэн Райдера База, второго Райдера предыдущего сезона. Личное оружие Метеора — браслет-пульт Метеор Галактика, который позволяет ему бить миниатюрными версиями трёх планет Солнечной системы. Его мотоцкл называется «Машина Метеорстар» и стилизован под космический спутник. Позже Рюсэй получил свой второй Тумблер — «Метеор Шторм», который позволил ему принимать новую Форму Метеор Шторма. В ней он получает второй наплечник, его шлем получает второй «хвост» и окрашивается золотом (как и наплечники), костюм окрашивается синим, а сам Метеор получает новое оружие — Боевой Шест.

## Международные трансляции
| Страна    | Телеканал |
| --------- | --------- |
| Филиппины | ABS-CBN   |